# 34e congrès national de la SFIO
Le 34e congrès national de la SFIO se tient à Marseille du 10 au 13 juillet 1937.
Il se tient quelques jours après la démission du gouvernement du Front populaire, mené par Léon Blum, à la suite du refus par le Sénat des plein-pouvoirs en matière financière. Les socialistes, cependant, participent au gouvernement Chautemps, qui lui succède.

## Motions particulières
Ce congrès adopte à l'unanimité trois motions :
- une sur la laïcité, qui demande notamment la nationalisation des écoles privées, la fermeture des écoles congréganistes, la suppression des aumôneries dans les lycées et collèges, une réforme du statut des enseignants visant à lutter contre la présence de JOCistes et "Davidées" dans les écoles normales ;
- une sur « la politique algérienne et la question indigène », qui prône globalement une politique assimilationniste, visant à réduire, ou à supprimer pour ce qui concerne l'Algérie, toute forme de législation d'exception.
- une sur la situation espagnole, qui tout en affirmant la solidarité des socialistes français avec les républicains, se limite à réclamer un règlement de la guerre par la SDN.

## Débat général
Si Blum et Faure défendent le bilan du front populaire, tout en appelant à un élargissement de son programme, la Bataille socialiste fait la critique d'un manque d'appui du parti sur la mobilisation des masses, et une critique en creux de la distinction blumiste entre "conquête" et "exercice" du pouvoir. Pivert, pour sa part, se prononce contre le soutien au gouvernement Chautemps, et dénonce le bilan insuffisant du gouvernement Blum et l'infléchissement de la politique financière dans un sens "directement opposé" au programme du front populaire.
Un premier vote est organisé sur la question de la participation au gouvernement Chautemps, qui est confirmée par 3 484 mandats (64,6 %)contre 1 866 (34,6 %) et 43 (0,8 %) abstentions.
Trois motions de politique générale s'opposent en revanche :
- celle, défendue par la majorité sortante, menée par Léon Blum et Paul Faure, obtient 2 949 mandats (54,7 %)
- celle de la Bataille socialiste, menée par Jean Zyromski et Alexandre Bracke, obtient 1 545 mandats (28,6 %)
- celle de la Gauche révolutionnaire, menée par Marceau Pivert, obtient 894 mandats (16,6 %)
Enfin, 5 mandats sont portés en abstentions.
La Commission administrative permanente est donc composée de 18 "majoritaires" (dont Paul Faure, Jean Longuet, Marx Dormoy), 9 Bataille socialiste (dont Zyromski, Bracke) et 6 Gauche révolutionnaire.

## Sources
- Compte rendu du 34ème congrès de la SFIO sur Gallica